# Болотниця чилійська
Болотниця чилійська (Pleurodema thaul) — вид земноводних з роду Pleurodema родини Leiuperidae.

## Опис
Загальна довжина досягає 4,1—5 см. Спостерігається статевий диморфізм: самиці більші за самців. Голова масивна, широка. Очі з вертикальними зіницями. Морда округла. Ніздрі розташовано зверху. Тулуб товстий. Шкіра загалом гладенька з рідким пласкими бородавками на спині. Кінцівки добре розвинені. Пальці з бахромою та невеличкими перетинками. у самців присутні шлюбні мозолі. Субартикулярний, п'яткові і долонний горбики невеликі.
Забарвлення спини жовтого, зеленуватого або темно-зеленого кольору з розкиданими симетричними коричневими плямами. Черево біле або жовте. На пахвовій залозі присутня яскрава чорна пляма.

## Спосіб життя
Полюбляє різні ліси, чагарники, луки, річки, болота, пасовища, плантації, сільські сади. Зустрічається на висоті до 2100 м над рівнем моря. Активна у присмерку. Живиться двокрилими, павукоподібними, рослинністю.
Розмноження відбувається з червня по грудень у невеличких водоймах.

## Розповсюдження
Поширена у Чилі та Аргентині.